# Bruchomorpha oculata
Bruchomorpha oculata är en insektsart som beskrevs av Newman 1838. Bruchomorpha oculata ingår i släktet Bruchomorpha och familjen Caliscelidae. Inga underarter finns listade i Catalogue of Life.